# 第1号交响曲 (西贝柳斯)

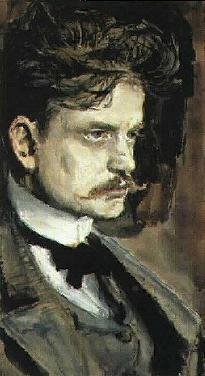
西贝柳斯于1894年的画像

e小调第一号交响曲，作品39，是由芬蘭作曲家西贝柳斯於1898年至1900年所完成的由四個乐章所組成的交响曲。与其同时期创作的《芬兰颂》相似，该作品以倾听芬兰大众的诉求和表达政治抗争作为主旋律。该作品显著地受到贝多芬、勃拉姆斯和布鲁克纳的影响，同时也可以看出来自俄国的作曲家鲍罗丁和柴可夫斯基的影子。全曲表现出了十分浓郁的民族情绪和芬兰民族主义，终曲悲伤的曲调黯淡而辉煌，体现了西贝柳斯本人的风格，以反抗沙皇尼古拉二世在1899年颁布限制芬兰自治的二月宣言。
第一号交响曲於1899年在赫爾辛基由西贝柳斯親自指揮赫爾辛基管弦樂團協會首演。他在后来的一年内进行了改动，最终版本于1900年由芬兰指挥家羅伯特·卡亞努斯指挥演出。

## 历史
虽然该作品被称做“第一号交响曲”，但西贝柳斯此前已经完成诸如《库勒沃》和《藍敏凱寧組曲》这样的大型交响作品。西贝柳斯于1898年春天在柏林开始筹划他的第一部交响曲，并拟出了此曲的第一份大纲。根据他原先的第一份大纲，第一乐章描写了吹过海面的寒风，第二乐章的灵感则来自于德国诗人海因里希·海涅的诗歌《松树和棕榈树》（The Pine and the Palm），第三乐章取自莎士比亚的《冬天的故事》，第四乐章则是取自芬兰作家尤哈尼·阿霍的一部小说作品。然而该作品最终并没有按照作曲家第一份提纲所整理的内容而创作。
在西贝柳斯创作该作品时，一定程度上受到柴可夫斯基《第6號交響曲》以及柏辽兹《幻想交響曲》的影响，他在1898年3月2日前往柏林时旅行时曾记录下他对于柏辽兹作品的赞叹。西贝柳斯的这一部交响曲在柏林旅行后的两个月后开始成形，他本人甚至在第四乐章结尾附上了“准幻想曲”（quasi una fantasia）以证明《幻想交响曲》与这部作品之间的联系。除此之外，该作品还借鉴了布鲁克纳对于谐谑曲的节奏处理。
随着尼古拉二世于1899年2月15日颁布意图收紧芬兰大公国自治权的二月宣言，进一步推动了民族主义在芬兰地区的传播。作为对俄罗斯帝国不满的回应，西贝柳斯对其的第一部交响曲进行了最后的润色，并同时期创作了其他的几部作品以示抗议。西贝柳斯在1899年4月26日于赫尔辛基首演了他的第一号交响曲，该作品最初被称为《e小调交响曲》或《四乐章交响曲》。在音乐会上他还首演了为男声、童声合唱团和管弦乐团，以表达反抗沙俄统治所作的《雅典人之歌》（The Song of the Athenians）。
该作品首演的乐谱没有被保存下来，西贝柳斯本人对该作品的首演版本也不满意并决定修改。在修订版本中，已知的是西贝柳斯在该曲的第二和第三乐章中做出了删减，并删去了一部分的小鼓和響板。他在1900年的春天和夏天做出了修改以供他的朋友罗伯特·卡亚努斯对该作品在欧洲进行巡演。与此同时，西贝柳斯于1900年二月经历了丧女的痛苦，他的三女儿克雷丝汀（Kirsti）在一岁时因斑疹伤寒而夭折。西贝柳斯第一号交响曲的最终版本在同年夏天完成，并于1900年7月1日由卡亚努斯指挥赫爾辛基管弦樂團協會演出。卡亚努斯将此曲在斯德哥尔摩、哥本哈根、汉堡、柏林以及巴黎等欧洲城市进行巡演。此时巴黎正举行1900年世界博览会，使得西贝柳斯声名远播。该作品使用的是较为传统的四乐章交响曲的格式，有别于类似理查·史特勞斯那样的注重描述性的诗篇，以及音乐对于故事的支撑，西贝柳斯则更加注重音乐性在交响乐中的作用。

## 配器
|  |  | 木管乐器 2 长笛 2 短笛（兼任） 2 双簧管 2 單簧管 2 低音管 | 铜管乐器 4 圆号 3 小号 3 长号 1 大号 | 打击乐器 定音鼓 大鼓 三角铁 銅鈸 | 弦乐器 第一、第二小提琴 中提琴 大提琴 低音提琴 竖琴 |

## 结构
由四个乐章组成的西贝柳斯第一号交响曲演奏时长大约为39分钟。

### 第一乐章
首乐章为不太过分地行板；精力充沛地快板（Andante ma non troppo - Allegro energico）。遵循传统的奏鸣曲式，将场景的设定与旋律巧妙地融合成在一个乐章中，为接下来的三个乐章奠定重要基础。该作品的以一个极其悲凉且配合着定音鼓的单簧管独奏开场，其来源很可能来自于芬兰卡累利阿地区的民歌。伴随着定音鼓对于持续音的应用，单簧管独奏的主题成为接下来乐章中整个乐团主题呈现的核心，以表现一股总是处于爆发的边缘的强烈能量。随后乐团以快板的速度，开始演奏转变于G大调和e小调之间的导奏；小提琴部演奏出从G到B的大三度，然后再引入到主旋律中。这样的引入方法与鲍罗丁的《第1號交響曲》的导奏部分有异曲同工之妙。这一乐章的发展部是多变的，展示了巧妙的配器设置，并由一个主题的反复结束而结束。再现部省略了一些过渡性材料，将宏大的主部主题引至和谐的副部主题。结束部由木管乐器和弦乐部渐快的演奏逐步将原先和谐的气氛变得紧张，最后由力度为很強的铜管乐器部将第一乐章再次的推向了一个非常短凑的高潮，而后只渐渐留下大提琴、单簧管和定音鼓的演奏，以表现出气氛强弱的巨大落差，第一乐章以两个拨奏的和弦结束。

### 第二乐章
第二乐章为行板；慢但不过分（ma non troppo lento）。该乐章开始于伴随着降e持续音中的一个平和的旋律，并由单簧管和法国号奏出的背景配合弦乐，调侃一般似地徘徊在降E大调和c小调之间，以营造出神秘幽静的氛围。该乐章被认为是融合多样变奏的迴旋曲式，其主要作用为承接首乐章的各个主题，巴松的主题来自于首乐章的导奏部分，由法国号所奏的过渡部分派生于首乐章的副部主题，而长笛则重现了在第一乐章的“鸟鸣”主题。

### 第三乐章
第三乐章为谐谑曲式；快板。该乐章是对开场主题的复述。西贝柳斯本人曾两次强调该乐章的速度不应拖沓。该乐章以小提琴的拨奏开始，定音鼓则如火炮般地敲奏出主部主题，随后木管乐器部再进入。乐章中间法国号和长笛巧妙地交织在一起，浪漫地展示对于森林景色的表述。跟随相对轻快的三重奏之后，是主部主题的回归以及乐章的结束。

### 第四乐章
第四乐章为终曲；准幻想曲（quasi una fantasia）。终曲通过弦乐部分展示力度的强弱对比、定音鼓的击奏和宏大的铜管部演奏吸引听众的注意。该乐章通过起始弦乐部的演奏扩大并强化了开头主题，将原先第一乐章孤寂的单簧管独奏的主题通过不断增加织体的厚重感，逐步将这一主题扩大至整个乐团进行演奏。在乐章进入了一个长休止后，其导奏部分伴随着弦乐部的演奏在此重现，乐章随即进入了一个极急速地快板的e小调，这与随后所引入以描绘出安详的画面的行版在速度上形成了强烈对比。两个主题的交融和对抗是西贝柳斯最令人难忘的旋律布置之一。原先充分爆发的激情似乎已经作为对第一乐章的回应而全然展露，铜管部在之后弦乐部布置的的织体中逐渐升起，同首乐章一样，该曲以两个拨奏的和弦作为结束。

## 外部連結
- 第1号交响曲 (西贝柳斯)：国际乐谱典藏计划上的乐谱